# Lamponius guérini
Lamponius guérini är en insektsart som först beskrevs av Henri Saussure 1868.  Lamponius guérini ingår i släktet Lamponius och familjen Pseudophasmatidae. Inga underarter finns listade i Catalogue of Life.